# 渡辺知夏子
渡辺 知夏子（わたなべ ちかこ、1985年7月24日 - ）は、日本のファッションモデル。群馬県出身。パール所属。

## 略歴
高校3年生の時、渋谷でスカウトされる。
2005年より『ViVi』専属、のち2012年からは『Oggi』にも登場。2013年1月23日発売の同3月号を最後に『ViVi』を卒業した。

## 出演

### イベント
- 東京ガールズコレクション（'06Spring/Summer,'06Autumn/Winter）

### 雑誌
- BLENDA（角川春樹事務所、2003年9月 - 2007年9月）専属モデル
- ViVi（講談社、2005年4月号 - 2013年3月号）専属モデル
- Oggi（小学館、2012年1月号 - ）

### テレビ
- 東京上級デート（テレビ朝日、2013年7月17日）＃63　清澄白河